# 小行星9351
小行星9351（英語：9351 Neumayer）是一颗围绕太阳公转的小行星。1991年10月2日，卢茨·D·施耐德、佛蒙特·伯根在陶腾堡发现了此天体。
这颗小行星的绝对星等为101.99434等。